# Taphozoinae
Die Taphozoinae sind eine Unterfamilie der Fledermausfamilie der Glattnasen-Freischwänze (Emballonuridae). Sie umfassen rund 18 Arten in zwei Gattungen, Grabfledermäuse (Taphozous) und Taschenfledermäuse (Saccolaimus).
Taphozoinae sind in den tropischen Regionen der Alten Welt beheimatet. Ihr Verbreitungsgebiet umfasst Afrika einschließlich einiger Inseln des Indischen Ozeans wie Madagaskar und die Maskarenen, Süd- und Südostasien, Neuguinea und Australien.

## Beschreibung
Die Taphozoinae sind die bei weitem größten Vertreter der Glattnasen-Freischwänze. Sie erreichen eine Kopfrumpflänge von 6 bis 16 Zentimetern und ein Gewicht von 10 bis 105 Gramm. Ihr Fell ist an der Oberseite graubraun gefärbt, manchmal auch mit einem Rotstich, die Unterseite ist heller, oft weißlich. Eine sackförmige Drüse am vorderen Bereich der Flügel ist bei Taphozous vorhanden, bei Saccolaimus hingegen nicht. Beide Gattungen haben darüber hinaus eine Drüse an der Kehle, die bei Männchen stärker ausgeprägt ist als bei Weibchen. Wie bei allen Mitgliedern ihrer Familie ist die Schnauze langgestreckt und die Nase ist „glatt“, das heißt ohne Nasenblatt.

## Lebensweise
Diese Fledermäuse bewohnen eine Reihe von Lebensräumen, man findet sie sowohl in Regenwäldern als auch in trockenen Wüstenregionen Nordafrikas. Sie schlafen tagsüber in Höhlen, Felsspalten und Bauwerken wie Häusern und Gräbern (zum Beispiel Pyramiden, daher auch der Name Grabfledermäuse), manchmal findet man sie auch in eingerollten Blättern. Sie bilden dabei Kolonien von zehn bis mehreren tausend Tieren. Taphozoinae ernähren sich fast ausschließlich von Insekten, die sie bei ihren nächtlichen Flügen erbeuten.
Das Weibchen bringt ein-, manchmal auch zweimal im Jahr nach rund viermonatiger Tragzeit ein einzelnes Jungtier zur Welt. Dieses ist mit drei Monaten selbstständig, die Geschlechtsreife tritt jedoch erst später ein (Weibchen nach neun Monaten, Männchen mit knapp zwei Jahren).

## Gattungen und Arten
Mammal Species of the World und IUCN führen zwei Gattungen, Taschenfledermäuse (Saccolaimus) und Grabfledermäuse (Taphozous), mit insgesamt 18 Arten. Die 14 Taphozous-Arten verteilen sich zusätzlich auf zwei Untergattungen.
- Taschenfledermäuse – Saccolaimus Temminck, 1838
  - Saccolaimus flaviventris (Peters, 1867): Australien
  - Saccolaimus mixtus Troughton, 1925: Kap-York-Halbinsel, Süd-Neuguinea
  - Saccolaimus peli (Temminck, 1853): West- und Zentral-Afrika
  - Nacktrücken-Taschenfledermaus – Saccolaimus saccolaimus (Temminck, 1838): Indien bis Salomon-Inseln
- Grabfledermäuse – Taphozous E. Geoffroy, 1818
  - Untergattung Liponycteris Thomas, 1922
    - Taphozous hamiltoni Thomas, 1920: östliches Afrika
    - Taphozous nudiventris Cretzschmar, 1826: Afrika, Arabische Halbinsel, Indien

  - Untergattung Taphozous E. Geoffroy, 1818
    - Taphozous achates Thomas, 1915: Timor und kleinere Inseln
    - Taphozous australis Gould, 1854: Nordost-Australien
    - Taphozous georgianus Thomas, 1915: Nord- und Westaustralien
    - Taphozous hildegardeae Thomas, 1909: Kenia und Tansania
    - Taphozous hilli Kitchener, 1980: Zentral-Australien
    - Taphozous kapalgensis McKean & Friend: 1979, Nord-Australien
    - Taphozous longimanus Hardwicke, 1825: Indien und Südostasien
    - Mauritius-Grabfledermaus – Taphozous mauritianus E. Geoffroy, 1818: Afrika und afrikanische Inseln
    - Taphozous melanopogon Temminck, 1841: Indien und Südostasien
    - Taphozous perforatus E. Geoffroy, 1818: Afrika, Arabische Halbinsel, Indien
    - Taphozous theobaldi Dobson, 1872: Indien und Südostasien
    - Taphozous troughtoni Tate, 1952: Nordost-Australien